# Лерински затвор
Леринският затвор или Районният съд (на гръцки: Παλιές φυλακές, Ειρηνοδικείο) е обществена сграда, една от архитектурните забележителности на западномакедонския град Лерин, Гърция.

## Местоположение
Разположена е на източната страна на площад „Дикеосини“, до Конака, който днес функционира като Съдебна палата.

## История
Построена е в 1905 година и служи за затвор. Днес в сградата е разположен районният съд. Сградата е реставрирана.

## Описание
Едноетажната сграда има размери 16,65 X 10,85 m и е зидана от камък в основата и с тухли в надстройката. Организирана и с периметърно разположение на пространствата около централния атриум. Вляво и вдясно от централния вход-проход към атриума са организирани кабинетите на администрацията на затвора.
Външните фасади се отличават с еклектика – фалшиви фронтони подчертават ръбовете на сградата и ограничават централния издаден участък, а линеарни декоративни рамки очертават правоъгълните отвори на фасадните прозорци, като те са организирани симетрично вляво-вдясно от сводестия отвор на централния вход.